# Hedfirst
Hedfirst – warszawski zespół powstały w 2000 roku, grający muzykę z pogranicza hardcore i metalu.
Jest zespołem organizującym trasę Metal Union Roadtour. 29 września 2008 r. na stronie zespołu ukazało się oświadczenie, w którym poinformowali, że zakończyli swoją działalność. W 2010 roku zespół wznowił działalność.

## Dyskografia
- Hedfirst (2003)[3]
- Scarismatic (2005)[4]
- Godforsaken (2007)[5]
- 44 (2012)[6]